# Beziehungen zwischen Brasilien und den Vereinigten Staaten
Die Beziehungen zwischen Brasilien und den Vereinigten Staaten gehen auf das Jahr 1824 zurück. Als die beiden bevölkerungsreichsten Staaten der westlichen Hemisphäre haben sich beide Länder seitdem nie im Kriegszustand befunden und können auf mehr als 200 Jahre der friedlichen Kooperation zurückblicken. Die beiden großen Demokratien sind heute gemeinsam Mitglieder in einer Reihe von internationalen Organisationen, darunter sind die Vereinten Nationen, die Welthandelsorganisation, die Organisation Amerikanischer Staaten, die G8+5 und die Gruppe der 20. Beide Länder haben sich in ihren bilateralen Beziehungen immer wieder voneinander entfernt und wieder angenähert. Brasilien ist dabei weder zu einem offiziellen Verbündeten der USA geworden, noch einer explizit antiamerikanischen Allianz beigetreten, sondern hat stets versucht seine Unabhängigkeit zu bewahren. Als Mitglied der BRICS-Staaten hat sich Brasilien unter Präsident Lula da Silva für eine multipolare Weltordnung eingesetzt und die Beziehungen zu Russland, Kuba und der Volksrepublik China intensiviert, aber gleichzeitig auch gute Beziehungen zu den USA aufrechterhalten.

## Geschichte der Beziehungen
Nach der Verlegung des portugiesischen Königshofs nach Rio de Janeiro und der anschließenden Öffnung der Häfen für ausländische Schiffe eröffneten die Vereinigten Staaten 1815 als erstes Land ein Konsulat in Brasilien in Recife. Die Vereinigten Staaten waren auch das zweite Land, das die Unabhängigkeitserklärung Brasiliens von Portugal aus dem Jahr 1822 im Jahr 1824 anerkannte, ein Jahr nachdem Argentinien die Unabhängigkeit Brasiliens anerkannt hatte. Mitte des 19. Jahrhunderts begannen Brasilien und die Vereinigten Staaten ihren Handel auszuweiten. Die brasilianischen Kaffeeexporte wurden zu einem wichtigen Importgut für die amerikanischen Märkte und amerikanische Geschäftsleute wurden im Land tätig. Die Beziehungen zwischen den beiden Ländern wurden 1864 während des Amerikanischen Bürgerkriegs beeinträchtigt, als ein Kriegsschiff der Unionsstaaten ein Kriegsschiff der Konföderierten im brasilianischen Hafen von Bahia angriff und kaperte. Dieses Ereignis, als Bahia-Zwischenfall bekannt, wurde von Brasilien als Verletzung der Neutralität Brasiliens aufgefasst. Im 19. Jahrhundert und in der ersten Hälfte des 20. Jahrhunderts beschränkte sich die Interaktion zwischen den beiden Ländern auf multilaterale Foren wie die Konferenz der amerikanischen Staaten. Auf der ersten Panamerikanischen Konferenz 1889 bis 90 erörterten viele Länder Amerikas, darunter die USA und Brasilien, eine Reihe von regionalen Integrationsprojekten. Diese reichten von der militärischen bis zur wirtschaftlichen Integration und der Errichtung einer Zollunion, welche jedoch nicht verwirklicht werden konnten.

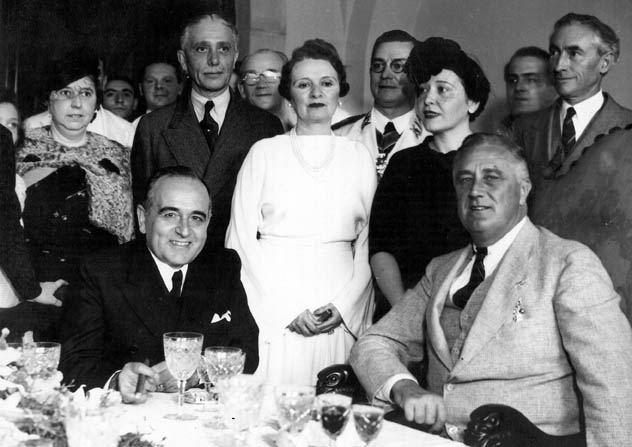
Getúlio Vargas und Franklin D. Roosevelt (1936)

Im Ersten Weltkrieg trat Brasilien 1917 aufseiten der USA gegen die Mittelmächte in den Krieg ein, nachdem das Deutsche Reich brasilianische Schiffe versenkt hatte. In Brasilien kam 1930 eine reformistische Regierung der Mittelschichten an die Macht und versuchte die Wirtschaft zu modernisieren, wodurch Investoren aus den USA angelockt wurden. Brasilien etablierte in der Folge enge Beziehungen zu den USA, auch um gegenüber Argentinien verteidigungsbereit zu sein. Während des Zweiten Weltkriegs war Brasilien unter Getúlio Vargas ein Verbündeter der Vereinigten Staaten und schickte sein Militär (Brasilianisches Expeditionskorps in Europa) in den Kampf gegen Achsenmächte, als deutsche U-Boote brasilianische Schiffe versenkten. Die USA stellten 100 Millionen Dollar an Lend-Lease-Geldern zur Verfügung und nutzten im Gegenzug Flugplätze, um Truppen und Nachschub über den Atlantik zu transportieren, sowie Marinestützpunkte zur Bekämpfung der U-Boote. In scharfem Kontrast dazu war Argentinien offiziell neutral und begünstigte zeitweise sogar Deutschland. Die Präsidentschaft von Eurico Gaspar Dutra (1946–51) eröffnete eine kurze Periode demokratischer Herrschaft nach dem Sturz von Getúlio Vargas. Während der Amtszeit Dutras wurde die brasilianische Außenpolitik eng an die der Vereinigten Staaten angelehnt. Dutra verbot 1947 die Brasilianische Kommunistische Partei (PCB) und brach die Beziehungen zur Sowjetunion ab. Im Gegensatz zum wirtschaftlichen Nationalismus seines Vorgängers öffnete er das Land für ausländische, vor allem US-amerikanische, Investitionen. Die Rückkehr von Getúlio Vargas an die Macht im Jahr 1951 signalisierte jedoch eine Abkühlung der Beziehungen und eine Rückkehr zum wirtschaftlichen Nationalismus. Vargas beging 1954 Suizid und hinterließ einen Abschiedsbrief, die Carta testamento, in dem er die Verunglimpfung durch die Medien und den Druck ausländischer Banken für seine Depression und seinen Tod verantwortlich macht. Diese Darstellung brachte hunderttausende seiner Anhänger auf die Straße, welche die amerikanische Botschaft verwüsteten.

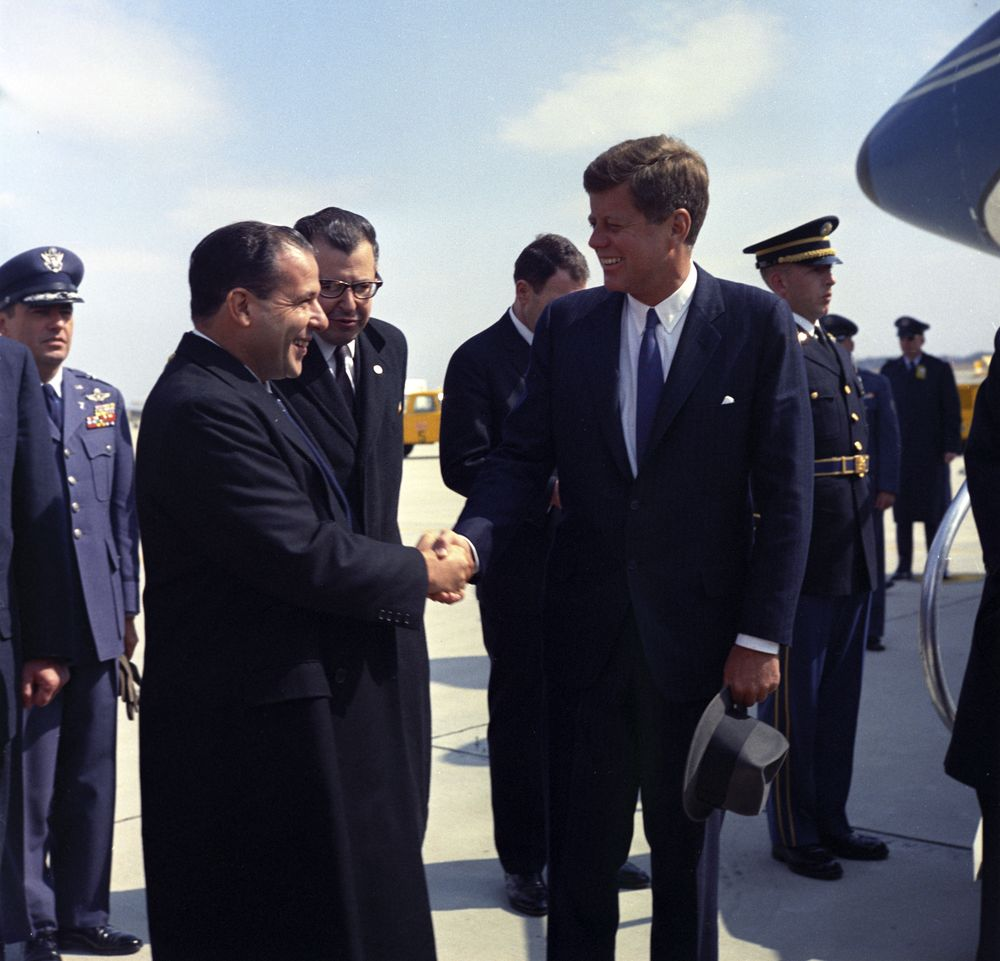
João Goulart und John F. Kennedy (1962)

1956 übernahm Juscelino Kubitschek das Amt, der bis 1961 regierte. Wie Vargas verfolgte auch Kubitschek eine industriefreundliche Wirtschaftspolitik. Doch im Gegensatz zu Vargas war Kubitschek offen für Investitionen durch ausländisches Kapital. Er unterhielt gute Beziehungen zu den USA und zu Europa und im Rahmen der Allianz für den Fortschritt leisteten die Amerikaner unter John F. Kennedy Entwicklungshilfe im Rahmen von Kubitscheks Entwicklungsplan. Nach dem Amtsantritt von Präsident Jânio Quadros kühlten sich die Beziehungen wieder ab. Obwohl er ein konservativer Politiker war, versuchte er, engere Beziehungen zu einigen kommunistischen Ländern zu knüpfen. Dazu gehörte auch Kuba. Quadros unterstützte Fidel Castro offen während der von den USA angeführten Invasion in der Schweinebucht. Unter seinem Vizepräsidenten und späteren Nachfolger João Goulart wurde diese Außenpolitik weitergeführt. Er betrieb auch eine gewerkschaftsfreundliche Politik und erhöhte den Mindestlohn, was den USA missfiel, welche die Entwicklungshilfe kürzten. Am 31. März 1964 kam es in Brasilien zu einem Militärputsch, indem Goulart gestürzt wurde. Ein US-freundliches Regime ersetzte ihn und etablierte eine langjährige Militärdiktatur. Obwohl die US-Regierung dies nie zugegeben hat, haben die USA die Militärputschisten unterstützt und insgeheim mit Waffen versorgt, was durch später freigegebene Dokumente belegt werden konnte. Präsident Lyndon B. Johnson gab die Anweisung zur Durchführung von Plänen, die schon unter seinem Amtsvorgänger John F. Kennedy ausgearbeitet wurden. Der US-Botschafter Lincoln Gordon war ein großer Unterstützer des Putsches und nahm über die CIA Kontakt zu den Putschisten auf. US-Justizminister Robert F. Kennedy, ein weiterer Mitarbeiter der Kennedy-Regierung und Bruder des verstorbenen Präsidenten, war ebenfalls begeistert von dem Staatsstreich. Ein Tonband, das zum 50. Jahrestag des Staatsstreichs im Jahr 2014 veröffentlicht wurde, enthüllte, dass Robert Kennedy Goulart als „gerissenen“ Politiker bezeichnete, der „denkt, dass er uns am Arsch hat“.

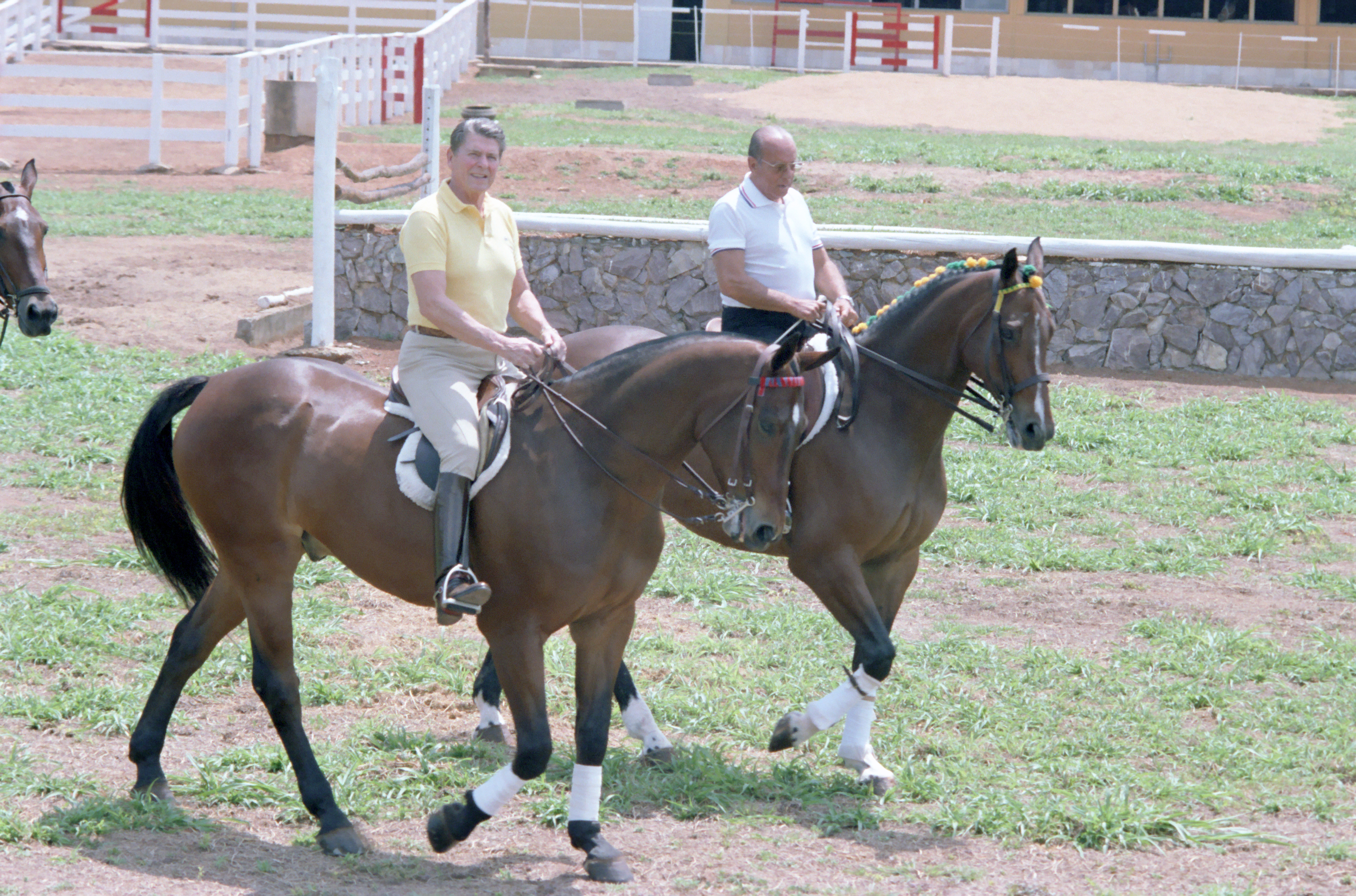
Ronald Reagan und João Baptista de Oliveira Figueiredo (1982)

Die USA erkannten die neue Militärregierung sofort an. Am Tag des Staatsstreichs lag ein US-Marineeinsatzkommando in der Nähe des Hafens von Vitória vor Anker. Die Regierung Johnson (und der Internationale Währungsfonds) gewährten der neuen Regierung von Castelo Branco (1964–67) umfangreiche Darlehen. Die neue Regierung war ein enger Verbündeter der USA. „Was gut für die Vereinigten Staaten ist, ist gut für Brasilien“, erklärte General und Außenminister Juracy Magalhães. 1964 brach Brasilien die Beziehungen zu Kuba und der Volksrepublik China ab und 1965 entsandte es Truppen nach Santo Domingo, um die Besetzung der Dominikanischen Republik durch die Vereinigten Staaten zu unterstützen. Brasilien beteiligte sich auch an der Operation Condor zur Ermordung Oppositioneller in ganz Lateinamerika. Außerdem führte die Branco-Regierung radikale Wirtschaftsreformen unter dem Einfluss des in den USA ausgebildeten Ökonomen Roberto Campos durch, kürzte die Staatsausgaben und liberalisierte die Wirtschaft. Die USA leisteten umfangreiche Wirtschafts- und Militärhilfen an Brasilien. In den 1970er Jahren kühlten die Beziehungen jedoch wieder ab, als Brasilien sich weigerte, den Atomwaffensperrvertrag zu unterzeichnen und sich außen- und handelspolitisch wieder stärker in Richtung der dritten Welt orientierte. Auch Handelskonflikte mit den USA behinderten die Beziehungen. 1985 kehrte Brasilien schließlich wieder zur Demokratie zurück. Bei seinem Amtsantritt im März 1990 bemühte sich Präsident Fernando Collor de Mello um eine rasche Annäherung an die Vereinigten Staaten, um die Einbindung Brasiliens in die Weltwirtschaft zu verstärken und das Land an den Verhandlungstisch der Weltmächte zu bringen. Die folgende Regierung von Itamar Franco behielt eine unabhängige Haltung bei und reagierte kühl auf die Vorschläge der Clinton-Regierung bezüglich einer lateinamerikanischen Freihandelszone.

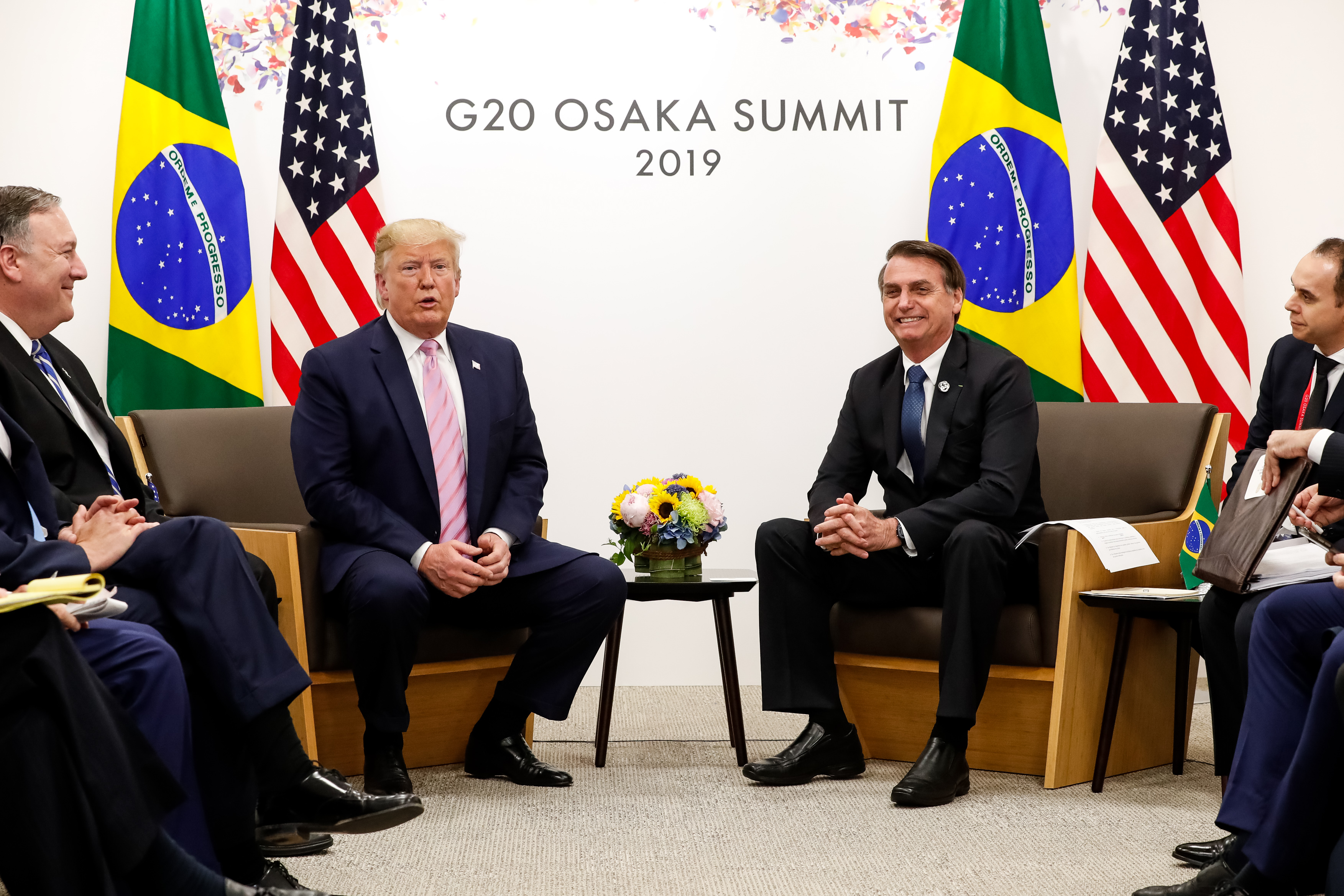
Donald Trump und Jair Bolsonaro (2019)

Nach den Anschlägen vom 11. September 2001 war Brasilien das erste Land, das die Aktivierung des Interamerikanischen Vertrags über gegenseitigen Beistand vorschlug. Trotz seiner anfänglichen Unterstützung für die Vereinigten Staaten, hatte sich Brasilien nicht aktiv am Krieg gegen den Terrorismus beteiligt und sich unter Präsident Lula da Silva entschieden gegen den Irakkrieg der Bush-Regierung ausgesprochen. Während Brasilien unter Lula und später Dilma Rousseff seine strategischen Beziehungen zu US-Rivalen wie dem Iran, Kuba, Venezuela und Russland vertieft hatte und die Anerkennung Palästinas als unabhängiger Staat vollzog (was die USA ablehnten), ist es relativ zentristisch geblieben und hat in den meisten internationalen Fragen eine neutrale und nicht-interventionistische Haltung eingenommen, wie z. B. die Stimmenthaltung bei der Resolution des UN-Sicherheitsrates, über eine militärische Intervention in Libyen 2011. Für Spannungen zwischen Brasilien und der Obama-Regierung sorgten die Enthüllungen der globalen Überwachungs- und Spionageaffäre, die dazu führten, dass Präsidentin Rousseff einen Staatsbesuch in die USA absagte. Unter Michel Temer und Jair Bolsonaro wurden die Beziehungen vertieft und zahlreiche bilaterale Abkommen geschlossen. Besonders Bolsonaro galt als proamerikanisch. 2019 wurde Brasilien von Donald Trump zu einem Major non-NATO ally erhoben. Im März 2020 unterzeichnete die US-Regierung ein Abkommen mit der brasilianischen Regierung zur Entwicklung von gemeinsamen Rüstungsprojekten. Nachdem Lula da Silva 2022 wieder Präsident wurde, kritisierte er die amerikanische Haltung im Russisch-Ukrainischen Krieg. Die Vereinigten Staaten sollten laut Lula aufhören, den Krieg in der Ukraine zu „ermutigen“ und „anfangen, über Frieden zu reden“.
Im Juli 2025 erhob US-Präsident Donald Trump Zölle in Höhe von 50 Prozent gegen Brasilien und begründete dies mit dem Vorgehen der brasilianischen Justiz gegen den früheren Präsidenten Jair Bolsonaro.

## Wirtschaftsbeziehungen
Nach der Volksrepublik China sind die USA für Brasilien der zweitwichtigste Handelspartner. Das bilaterale Handelsvolumen lag im Jahr 2021 bei 121 Milliarden US-Dollar. Die USA exportieren nach Brasilien industrielle und energiebezogene Produkte wie raffinierte Brennstoffe, Erdgas, Düngemittel, Flugzeuge und medizinische Instrumente und importieren im Gegenzug Rohöl, Flugzeuge, Eisen und Stahl, Kaffee und Holzprodukte. Die USA sind der größte ausländische Investor in Brasilien, mit Investitionen von US-Unternehmen in Höhe von 190 Milliarden US-Dollar. Zwischen beiden Ländern bestehen zahlreiche bilaterale Wirtschaftsabkommen und Wirtschaftsforen, besetzt mit Geschäftsleuten aus beiden Ländern. Die USA leisten Entwicklungshilfe über USAID an Brasilien, u. a. zum Erhalt des Amazonas-Regenwalds.